# (15265) Ernsting
(15265) Ernsting est un astéroïde de la ceinture principale.

## Description
(15265) Ernsting est un astéroïde de la ceinture principale. Il fut découvert le 12 octobre 1990 à Tautenburg par Lutz Dieter Schmadel et Freimut Börngen. Il présente une orbite caractérisée par un demi-grand axe de 2,43 UA, une excentricité de 0,20 et une inclinaison de 11,5° par rapport à l'écliptique.

## Compléments